# Jan de Stobnica

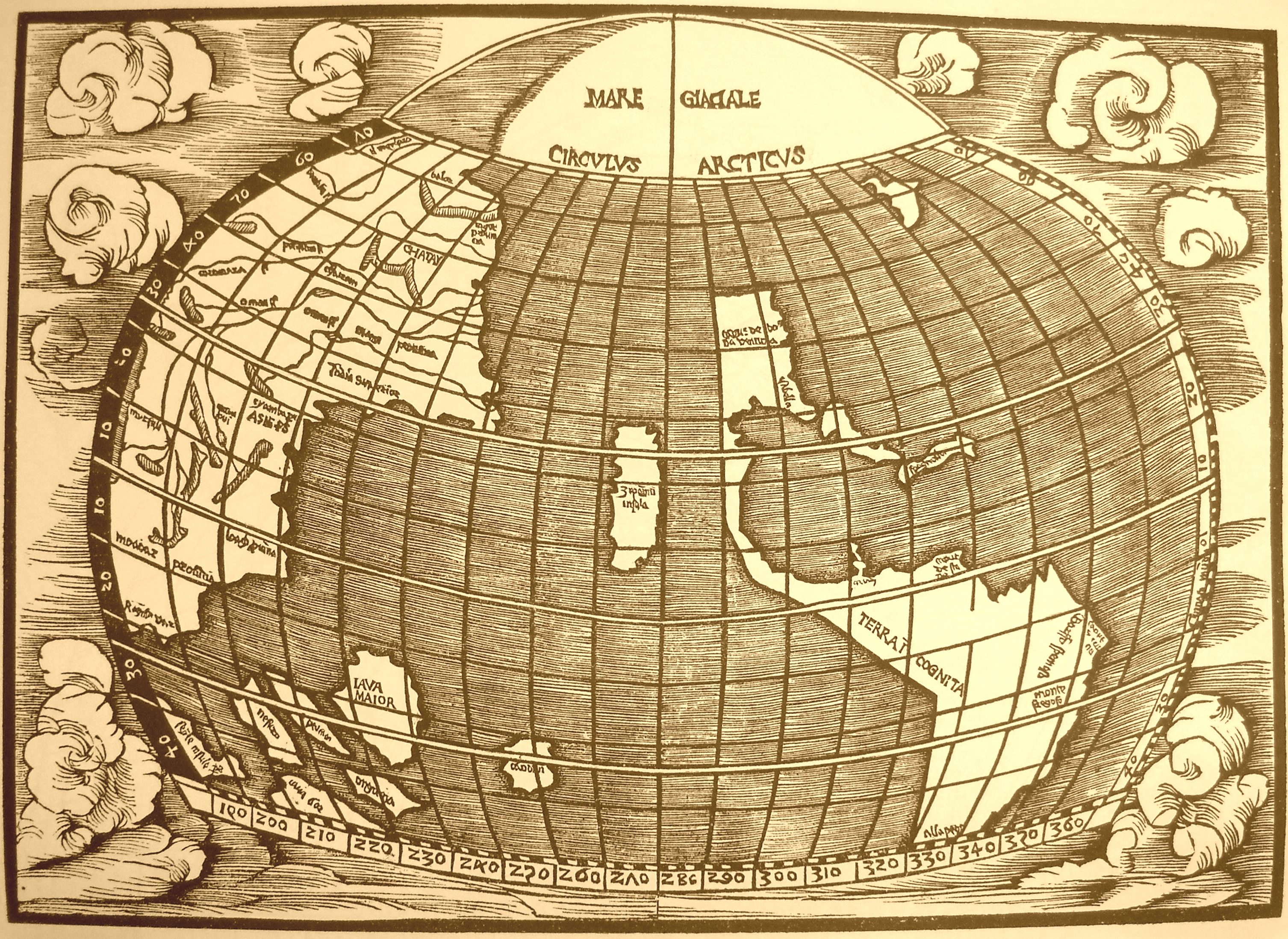
Mapa d'Amèrica publicat per Jan de Stobnica

 Jan de Stobnica  (1470 Stobnica - 1530) - geògraf, filòsof i naturalista polonès, professor de la Universitat Jagellónica, i rector de l'Acadèmia Lubranski.
Va estudiar a la Universitat Jagellónica, on va impartir classes com a professor entre 1498 i 1514. És autor de nombroses obres sobre temes de gramàtica, lògica, astronomia, geografia, matemàtiques, música, ciència i ètica.

## Mapa d'Amèrica
El 1512 va publicar una obra geogràfica  Introductio Ptholomei Cosmographia  que conté un dels primers mapes de Polònia.
El més important però, d'aquesta edició de Ptolemeu de Jan de Stobnica, és el fet de ser el primer document on figura un mapa d'Amèrica del Nord i del Sud mostrant explícitament la connexió per un istme d'ambdós continents. (El de Joan de la Cosa de 1500 el tapa amb un quadre).
Aquesta seva obra "Cosmographiam"  de 1512, és la més preuada obra polonesa de la New York Public Library. És una de les més antigues referències conegudes d'Amèrica del Nord amb el golf de Mèxic delimitat per la península de la Florida, curiosament etiquetada com a Isa-bella (vegeu el gravat), nom que correspondria a la Cuba de l'època primitiva, a la que deixa en blanc.
També va ser l'autor del manual d'història natural  Parvulus philosophiae naturalis  i de dissertacions en el camp de la Metafísica, gramàtica i lògica. Com a filòsof va ser un defensor de l'Escotisme.